# Caulières
Caulières és un municipi francès situat al departament del Somme i a la regió dels Alts de França. L'any 2007 tenia 208 habitants.

## Demografia

### Població

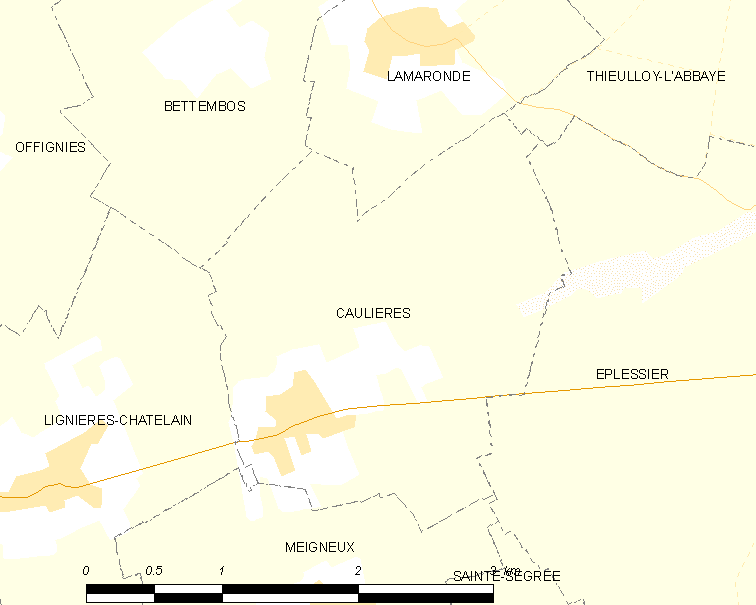

El 2007 la població de fet de Caulières era de 208 persones. Hi havia 78 famílies de les quals 16 eren unipersonals (12 homes vivint sols i 4 dones vivint soles), 23 parelles sense fills i 39 parelles amb fills.
La població ha evolucionat segons el següent gràfic:
Habitants censats

### Habitatges
El 2007 hi havia 90 habitatges, 81 eren l'habitatge principal de la família, 3 eren segones residències i 7 estaven desocupats. Tots els 90 habitatges eren cases. Dels 81 habitatges principals, 64 estaven ocupats pels seus propietaris, 15 estaven llogats i ocupats pels llogaters i 2 estaven cedits a títol gratuït; 1 tenia una cambra, 1 en tenia dues, 13 en tenien tres, 21 en tenien quatre i 45 en tenien cinc o més. 66 habitatges disposaven pel capbaix d'una plaça de pàrquing. A 37 habitatges hi havia un automòbil i a 35 n'hi havia dos o més.

### Piràmide de població

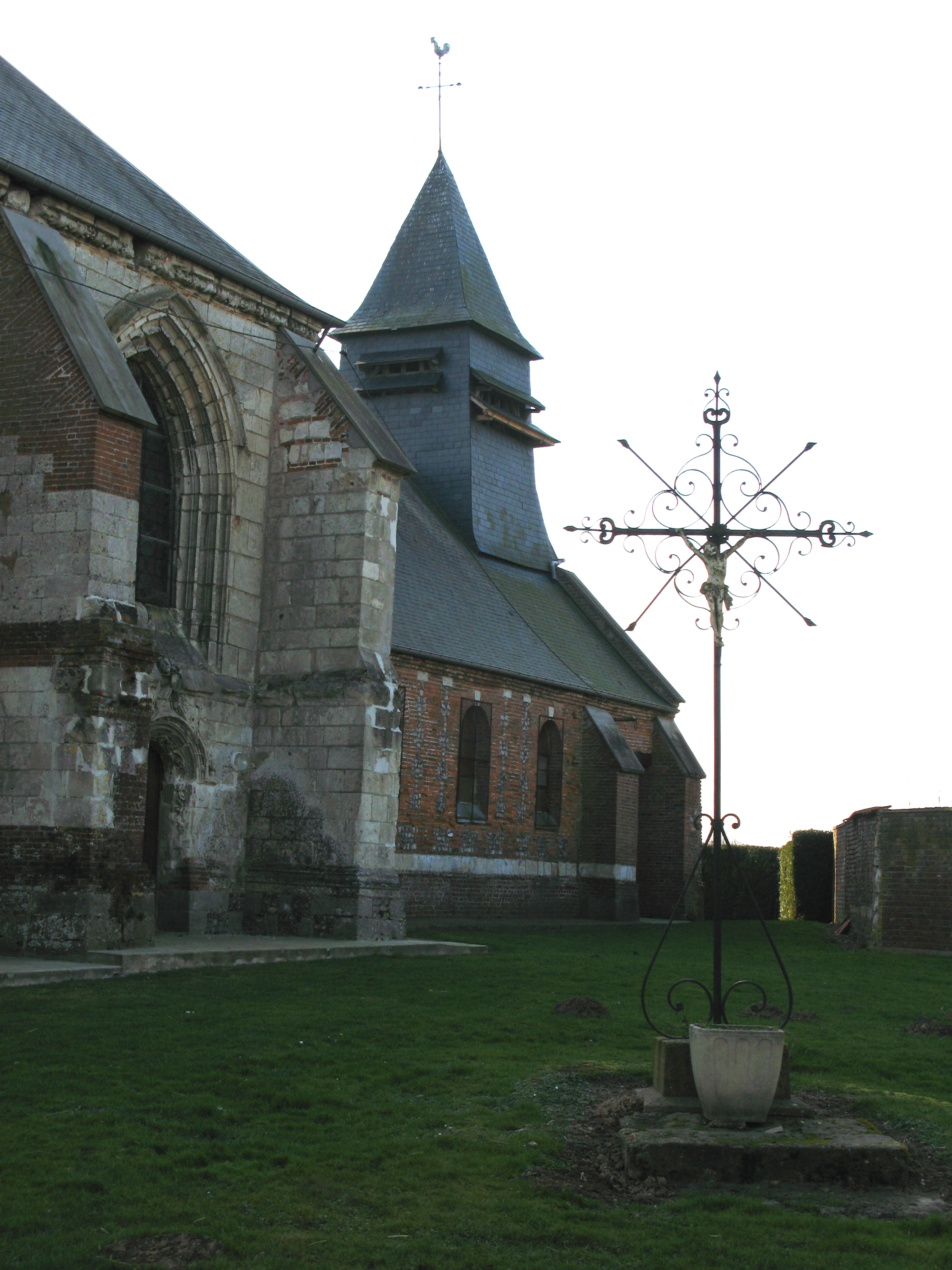

La piràmide de població per edats i sexe el 2009 era:
| Homes | Edats   | Dones |
| ----- | ------- | ----- |
| 0     | 95 o +  | 4     |
| 0     | 90 a 94 | 0     |
| 0     | 85 a 89 | 4     |
| 4     | 80 a 84 | 0     |
| 4     | 75 a 79 | 8     |
| 4     | 70 a 74 | 0     |
| 4     | 65 a 69 | 8     |
| 0     | 60 a 64 | 4     |
| 0     | 55 a 59 | 4     |
| 16    | 50 a 54 | 4     |
| 12    | 45 a 49 | 8     |
| 0     | 40 a 44 | 8     |
| 16    | 35 a 39 | 4     |
| 12    | 30 a 34 | 0     |
| 12    | 25 a 29 | 16    |
| 4     | 20 a 24 | 8     |
| 0     | 15 a 19 | 0     |
| 12    | 10 a 14 | 12    |
| 0     | 5 a 9   | 12    |
| 8     | 0 a 4   | 0     |

## Economia

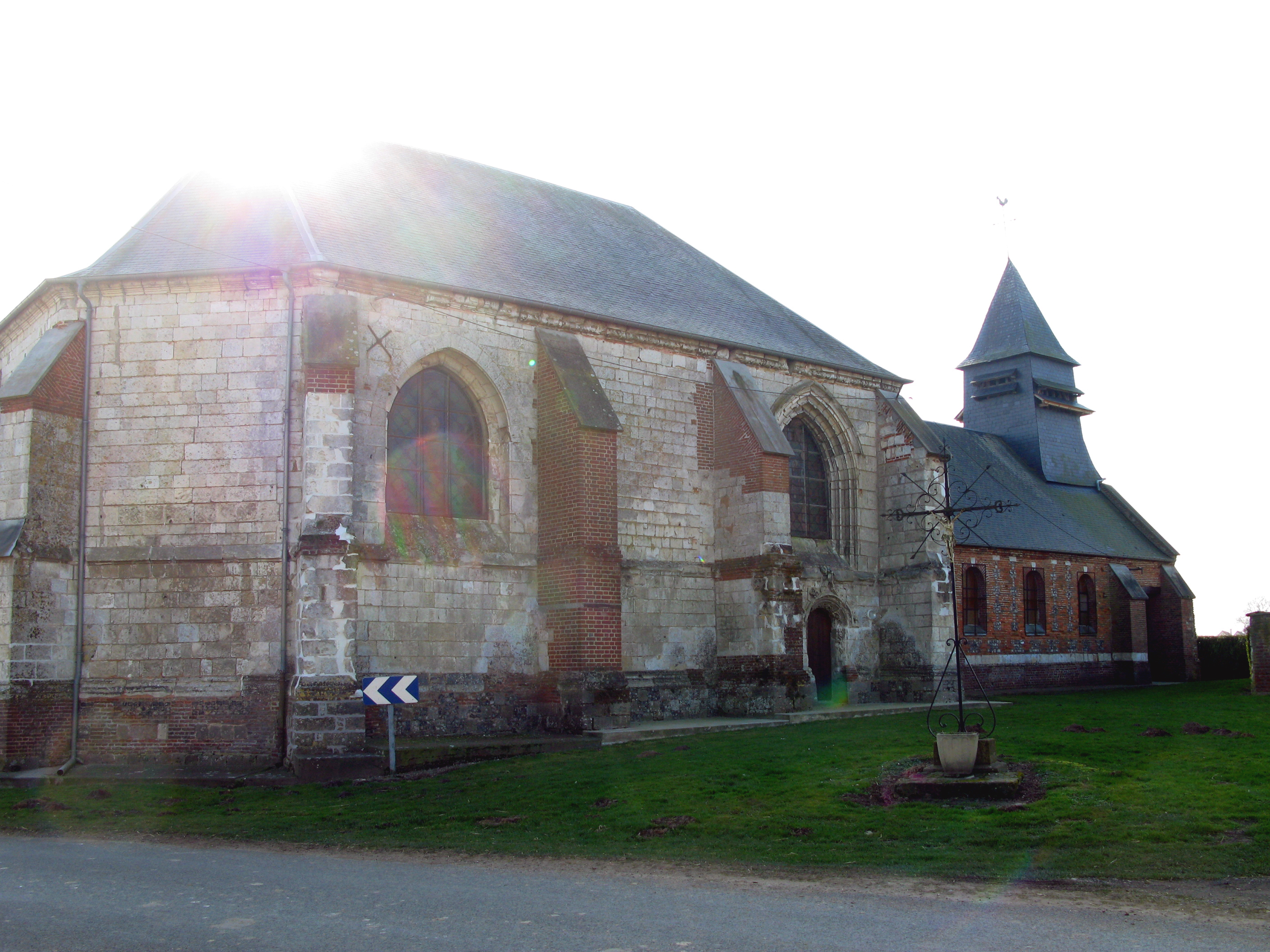

El 2007 la població en edat de treballar era de 138 persones, 101 eren actives i 37 eren inactives. De les 101 persones actives 89 estaven ocupades (48 homes i 41 dones) i 13 estaven aturades (6 homes i 7 dones). De les 37 persones inactives 19 estaven jubilades, 8 estaven estudiant i 10 estaven classificades com a «altres inactius».

### Ingressos
El 2009 a Caulières hi havia 83 unitats fiscals que integraven 217,5 persones, la mediana anual d'ingressos fiscals per persona era de 16.650 €.

### Activitats econòmiques
Dels 7 establiments que hi havia el 2007, 1 era d'una empresa extractiva, 1 d'una empresa de fabricació de material elèctric, 1 d'una empresa de fabricació d'altres productes industrials, 1 d'una empresa de comerç i reparació d'automòbils, 1 d'una empresa d'hostatgeria i restauració i 2 d'empreses de serveis.
Dels 3 establiments de servei als particulars que hi havia el 2009, 2 eren tallers de reparació d'automòbils i de material agrícola i 1 restaurant.
L'any 2000 a Caulières hi havia 10 explotacions agrícoles que ocupaven un total de 658 hectàrees.

## Poblacions més properes
El següent diagrama mostra les poblacions més properes.